# Cnemidocarpa personata
Cnemidocarpa personata är en sjöpungsart som först beskrevs av William Abbott Herdman 1881.  Cnemidocarpa personata ingår i släktet Cnemidocarpa och familjen Styelidae. Inga underarter finns listade i Catalogue of Life.